# Synechocryptus mactator
Synechocryptus mactator là một loài tò vò trong họ Ichneumonidae.